# Graviola Ewing
Graviola Ewing (Guatemala, 6 de setembro de 1930) é uma antiga atleta guatemalteca, especialista em corridas de velocidade pura. Foi a primeira mulher representante da Guatemala a participar numas Olimpíadas, quando competiu nas séries eliminatórias de 100 e 200 metros nos Jogos Olímpicos de 1952, em Helsínquia.
Em 2009 foi homenageada com a Cruz de Mérito Desportivo do Comité Olímpico Guatemalteco.